# 约翰尼·海斯
约翰·约瑟夫·“约翰尼“·海斯（英語：John Joseph "Johnny" Hayes，1886年4月10日—1965年8月25日），美国男子马拉松运动员。他曾获得1908年夏季奥运会男子马拉松比赛金牌。同时成为第一个以国际田联标准距离（42195米）获得冠军的马拉松运动员。